# Stanisławów
Stanisławów è un comune rurale polacco del distretto di Mińsk, nel voivodato della Masovia.
Ricopre una superficie di 106,01 km² e nel 2004 contava 6 239 abitanti.